# OurTunes
ourTunes es un cliente compartidor de archivos multiplataforma basado en Java que permite a los usuarios conectarse a iTunes y compartir archivos de audio/música MP3 y AAC sobre una subred de área local. OurTunes v1.3.3 se ha descargado más de 3.000.000 de veces.
La versión actual de ourTunes, v1.7g, funciona con todas las versiones de iTunes hasta iTunes 7 en diversos sistemas operativos, tanto con Mac OS X como con Microsoft Windows, así como cualquiera capaz de ejecutar la máquina virtual Java. OurTunes no trabaja actualmente para iTunes 8.

## Historia
ourTunes fue desarrollado por David Blackman, estudiante de la Universidad de Stanford. Originalmente comenzó como 'one2ohmygod', un cliente Swing diseñado para la autorización de versión 4.1 de iTunes, que quedó obsoleto por el lanzamiento por parte de Apple de la versión 4.5. Después de que el estudiante australiano David Hammerton crackeara (rompiese) el nuevo sistema de cifrado y autenticación de iTunes , One2OhMyGod fue bifurcado en un programa llamado 'applerecord'. ourTunes se desarrolló más lejos de AppleRecords, incluyendo el diseño conceptual de programas tales como MyTunes, diseñado por el estudiante del Trinity College (Connecticut) Bill Zeller, aunque estos programas carecían de  búsquedas, a diferencia de ourTunes.
Cuando salió a iTunes 7, Apple cambió una vez más el esquema de autenticación que causó que la versión anterior de ourTunes fallase. En respuesta, un esfuerzo de base para "salvar ourTunes" fue realizado para desarrollar una versión de ourTunes compatible con iTunes 7. Hasta ahora, se ha registrado en el sitio Web una versión de trabajo, aunque el proyecto no se considera completo aún.

## Características
A diferencia de la característica de música compartida de iTunes, que permite un máximo de cinco usuarios cada 24 horas para conectar y escuchar la música de otro usuario que ha permitido compartir en una determinada subred, ourTunes permite a los usuarios descargar archivos de música en su propio equipo y proporciona la funcionalidad para buscar entre todas las canciones de todos los hosts. ourTunes no puede descargar música adquirida en iTunes Music Store. A diferencia de los programas peer-to-peer como Kazaa y Napster, ourTunes no puede buscar o descargar música de usuarios que no comparten una subred. ourTunes no ofrece a sus usuarios la oportunidad de compartir archivos. Pero ofrece la posibilidad de descargar y música de las porciones disponibles. Como el programa no funciona por la Internet pública, los usuarios no atraen escrutinio o alegaciones jurídicas de la RIAA (u otras entidades de gestión de derechos de autor, como la SGAE), que ha pedido a colegios y universidades actuar duramente contra los programas como respuesta.

## Uso
Este software puede ser útil en entornos como residencias y colegios mayores universitarios y bibliotecas, donde puede haber un gran número de compartidores de música en la red.